# Jezioro Długie (gmina Filipów)
Jezioro Długie – jezioro położone w północno-wschodniej Polsce, na Pojezierzu Zachodniosuwalskim.

## Dane morfometryczne
- Powierzchnia: 23 ha
- Długość: 1,3 km
- Szerokość: do 0,2 km
- Maks. głębokość: 5 m
- Wysokość: 168 m n.p.m.

## Charakterystyka
Długie i wąskie jezioro rynnowe. Płytkie i zamulone, porośnięte trzcinami. Brzegi wysokie, zbudowane z piasków i żwirów wodnolodowcowych (osadzonych przez wody płynące pod lądolodem skandynawskim w okresie zlodowacenia bałtyckiego). Przepływa przez nie rzeka Rospuda.